# 4791 Iphidamas
4791 Iphidamas è un asteroide troiano di Giove del campo troiano. Scoperto nel 1988, presenta un'orbita caratterizzata da un semiasse maggiore pari a 5,1604402 UA e da un'eccentricità di 0,0461524, inclinata di 25,97003° rispetto all'eclittica.
L'asteroide è dedicato a Ifidamante, guerriero troiano.